# 閃電十一人 戰神的天秤角色列表
閃電十一人 阿瑞斯的天秤角色列表是LEVEL-5製作的遊戲《閃電十一人 阿瑞斯的天秤》以及所衍生的動畫所出現的虛擬人物列表。
《閃電十一人 阿瑞斯的天秤》為第一部作品的平行世界，第一部平行世界的角色的詳細資料請參見閃電十一人角色列表。

## FF全國賽

### 主要人物
稻森明日人　聲優：村瀨步；；黃積權
該作的三大主角之一。
雷門中學，2年級，背號10號，位置前鋒/中場（FW/MF）。
別稱「太陽眷顧的足球小子」（太陽に選ばれたサッカー小僧），擁有優越的盤球能力與強力的射門，以及即使連續在寬廣地球場來回奔跑，也有充沛的體力。
故鄉足球部被強行廢部和母親逝世的雙重打擊，使得稻森與夥伴們決意上京入讀他們憧憬的足球名門雷門中學，並參加FF大賽，在全國大賽總決賽之前被道成達巳委託並成為伊那國・雷門中學足球部的替補隊長。
必殺技（個人）：閃光衝刺【第8話~第9話】、閃光飛鳥【第13話、第15話、第17話、第19話、第25話】、十字衝擊【遊戲版】
 必殺技（合作）：北極熊二號（小僧丸&紀香）【第10話、第16話、第20話】、流星墜擊（小僧丸&冰浦）【第13話】、反攻驅動（小僧丸）【第17話】、勝利之路（小僧丸、道成）【第23話】、反風流（剛陣&小僧丸）【第23話】
OverRide:爆炎風暴（小僧丸）【第15話、第25話】
灰崎凌兵　聲優：神谷浩史 / 村中知（童年）；何志威 / 蔡雅如（童年）；李凱傑、曾秀清（童年）
該作的三大主角之一。
星章學園，1年級，背號11號/14號（雷門中學），位置前鋒/守門員（FW/GK）。
別稱「足球場上的惡魔」（フィールドの悪魔）。起源是被其折磨過後放棄足球的人多到數不清，每次上場，星章學園必定能得至少10分，在對上雷門的比賽中被烈焰龍捲風刺激,使出了無印中帝國的必殺射門「死亡領域」，時常翹掉練習，覺得練習很沒意義，常常去醫院探望青梅竹馬宮野茜，因「阿瑞斯天秤育成計畫」，讓青梅竹馬的精神毀壞，為了復仇繼續踢足球，發誓要擊敗王帝月之宮中學，來證明「阿瑞斯天秤育成計畫」是沒用的東西。
在戰敗王帝月之宮後一蹶不振，在看到稻森比賽時不放棄的態度，又重新振作並想起當初鬼道說的話。在24話中於全國大賽決賽前夕被趙金云邀請以臨時委員的身份加入雷門中學。
必殺技（個人）：超量企鵝【第2話、第7話、第12話、第14話~第15話】、完美企鵝【第13話】
必殺技（合作）：死亡領域（佐曽塚&折緒）【第1話~第2話、第7話】
野坂悠馬　聲優：福山潤；鍾少庭；梁偉德
該作的三大主角之一。
王帝月之宮，2年級，背號10號，位置前鋒（FW）。
王帝月之宮足球部的隊長。
別稱「戰術皇帝」（戦術の皇帝），「阿瑞斯天秤育成計畫」實驗成功的孩子。於第一話中出現於雷門對星章的賽場觀眾席後，持續關注雷門的表現。在第13話中，在雷門對星章的比賽結束後，因腦瘤緣故於賽場的觀眾席倒下得了。在14話中被醫生宣告，選手壽命只剩3個月；在最終話中透露，自己的腦瘤是因為戰神的天秤育成計劃的副作用而生成，並以此作為證據，向御堂院攤牌，才一直沒接受治療。在FF結束後，悠馬才開始進行後續治療，並與另外兩個主角聊天，三人又要開始迎來新的出發。
必殺技（個人）：王者之槍【第25話~第26話】、空中漫步【第26話】

### 伊那國・雷門中學
全員為求繼續踢球的機會而從伊那國島轉入雷門，獵戶座的刻印第49話後全員回到伊那國中學。
必殺戰術
•完全防禦戰法「完全な防御戦法」【第4話】
•粉身碎骨戰法「肉を切らせて骨を断つ大作戦」【第8話】
•桌上足球戰法「サッカー盤戦法」【第10話】
•木偶進攻「マリオネソ卜アタソク」【第12話】

#### 足球部成員
小僧丸佐助　聲優：梶裕貴；鈕凱暘 ；林丹鳳
2年級，背號11號，位置前鋒（FW）。
別稱「小胖王牌射手」（おデブなエースストライカー），有著優異的突破能力。
中途轉學到伊那國中學的人，小學六年級時還是個後衛，因為遇到擊退了強盜的豪炎寺，而聽從豪炎寺的建議轉型成為前鋒，也非常尊敬豪炎寺。
必殺技（個人）：烈焰龍捲射球【第1話、第4話、第8話~第10話、第12話】、火球爆熱彈【第25話~第26話】
必殺技（合作）：北極熊2號（稻森&紀香）【第10話、第16話、第20話】、流星墜擊（稻森&冰浦）【第13話】、反射驅動（稻森）【第26話】、勝利射線（稻森&道成）【第23話】、烈火雄心（稻森&剛陣）【第16話】
OverRide:爆炎風暴（稻森）【第15話、第25話】
剛陣鐵之助　聲優：武內駿輔；鍾少庭；陳耀楠
3年級，背號9號，位置前鋒（FW）。
別稱「努力的熱血前鋒」（努力の熱血フォワード）。
會踢足球，但對足球相關的人事物完全不了解，因行為較為衝動，常常與冷靜的小僧丸水火不容。
必殺技（個人）：烈焰檸檬汁【第26話】
必殺技（合作）： 烈火雄心（稻森&小僧丸）【第16話】、閃光之舞（道成&日和）【第19話】
海腹紀香（香港：海腹波香）　聲優：茅野愛衣；孫欣瑜；羅孔柔
2年級，背號1號，位置守門員（GK）。
別稱「治愈系守門員」（癒し系ゴールキーパー），隊內唯一的女性隊員。
必殺技（個人）：「Template:漩渦之手」【第8話~第13話、第15話~第18話、第22話】、「{{美人魚的面紗【第17話~第20話、第23話、第25話~第26話】、「{{黃金神掌【遊戲版】
日和正勝　聲優：寺崎裕香；陳筱寧；張頌欣
2年級，背號2號，位置後衛（DF）。
別稱「格鬥技的守衛」（体技のディフェンス）。
必殺技（個人）：射門攔截【第8話、第26話】
必殺技（合作）：重力牢籠（服部&奧入）【第10話、第13話】、閃光之舞（道成&剛陣）【第19話】
奧入祐　聲優：花江夏樹；林美秀；陳琴雲
2年級，背號8號，位置中場（MF）。
別稱「團隊分析師」（チームの分析屋）。
必殺技（個人）：魔幻迷宮【第25話】
必殺技（合作）：重力牢籠（日和&服部）【第10話、第13話】
道成達巳　聲優：木村良平；宋昱璁 / 孫欣瑜（童年）；陳卓智 / 李潤知（童年）
3年級，背號6號，位置中場（MF）。
別稱「持重派隊長」（慎重派キャプテン），伊那國·雷門足球部的隊長，在過去是受到伊那國足球社的監督井本勝則（聲優：河合みのる；鈕凱暘；劉昭文）的賞識而被賦予隊長的位子。
必殺技（合作）：閃光之舞（日和&剛陣）【第19話】、勝利射線（稻森&小僧丸）【第23話】
萬作雄一郎　聲優：櫻井孝宏；林正騏；張方正
2年級，背號3號，位置後衛（DF）。
別稱「神行的自由人」（俊足リベロ）。
必殺技（個人）：火花之風【第12話、第17話、第25話~第26話】
服部半太　聲優：戶松遙；蔡雅如；詹健兒
2年級，背號4號，位置中場（MF）。
別稱「忍者走法」（忍者走法）。
必殺技（個人）：忍術·巨蟾射擊【第17話】
必殺技（合作）：重力牢籠（日和&奧入）【第10話、第13話】
岩戶高志　聲優：三宅健太；何志威；黃啟昌
2年級，背號5號，位置後衛（DF）。
別稱「防衛塔」（防衛タワー）。
必殺技（個人）：大岩壁【第4話、第19話~第20話】
冰浦貴利名　聲優：齊藤壯馬；何志威；黃玉娟
2年級，背號7號，位置中場（MF）。
別稱「冰之微笑」（氷の微笑），是奶奶一手帶大的孩子。
必殺技（個人）：冰之箭【第8話、第17話】、冰之槍【第4話、第17話】
必殺技（合作）：流星墜擊（稻森&小僧丸）【第13話】
京野球太
漫畫版原創角色，目前只出現閃電十一人 阿瑞斯的天秤漫畫版中。
二年級。背號12號，位置守門員（GK）
必殺技（個人）：淚之浪潮【漫畫版】
大谷筑紫（香港：大谷盡）　聲優：藤田茜；陳筱寧；成瑤孆
2年級。伊那國·雷門中學足球部的經理人。
新生雷門中學經理人，原為遊戲限定角色，動畫首度出現於前傳Reloaded圍觀人群中。
神門杏奈　聲優：高橋李依；林美秀；何寶珊
2年級。學生會長、伊那國·雷門中學足球部的經理人。在第13集無意間發現野坂悠馬倒下，並上前關心。後來得知野坂悠馬的狀況對其產生特殊的情感而十分在意。在最後一集向野坂悠馬表達自己的擔心，但其拒絕了這樣的想法，並表示自己會接受手術繼續踢足球。
趙金雲　聲優：中村悠一；鍾少庭；招世亮
伊那國·雷門十一人足球部的監督。
史丹佛大學畢業，畢業後學功夫、當軍人、打棒球、踢足球，然後當了一年的足球教練，之後因為某種原因被世界足球協會下了除名的處分(從獵戶座的刻印第38集得知是遭到獵戶座財團的迫害)，然後在足球界消失了十年，現在則突然回歸足球界並當上雷門監督。
是位中國人，讓伊那國足球部得以轉入雷門的謎之監督，事先早就曉得雷門中學跟星章學園對戰的真正意義，常使用奇怪的訓練方式，但那些奇怪的訓練都有其意義。
龜田幸則　聲優：山岸治雄；鈕凱暘；雷霆
伊那國·雷門十一人足球部的教練。

#### 關係者
雷門夏未　聲優：小林沙苗
3年級。原雷門中學足球部經理人。
以“強化委員”的身份替日本蒐集各國球隊情報。
是學園的出資者，也是雷門財閥的老闆，雷門總一郎的獨生女，所以她也相當有權力。前任雷門學生會長，是一位成績高也很好勝的大小姐。雖然只是擔任學生會長、但似乎也擅長文件整理的工作。
當初對於圓堂他們相當冷淡、但因為被他們的熱情打動而成為經理，由於出生在有錢的家庭，讓她不擅長料理，連捏飯糰和用電鍋煮飯的事情也不會。另外沒搭過電車，也討厭做家事，多次表現出“大小姐”的一面。
雷門中學於親善賽慘敗巴塞隆那寶玉後，成為“強化委員”，為了未來開賽的FFI世界賽，出國走訪各地，替日本蒐集各國球隊情報。
島袋幾太郎　聲優：各務立基；鈕凱暘；蘇強文
雷門中學贊助商，ISLAND小島觀光社長。
對雷門對上星章學園毫不放棄的拼搏精神感動，決定贊助雷門中學，讓雷門中學能再度於明日之星大賽登場。
風秋米倉（香港：風秋世音）　聲優：寺内よりえ；林美秀；蔡惠萍
伊那國十一人入住的木枯莊的管理人，熟識明日人的父親跟母親，明日人的父母亦曾經是木枯莊的房客，知曉明日人的父親的現況，直言明日人如果看到父親現在的樣子，會討厭起足球，並相信明日人會改變未來。
李子文　聲優：寺崎裕香；孫欣瑜；魏惠娥 
與趙金雲一樣來自中國的小孩，性別不明，頭上都帶著一頂大佛頭套，看不見真面目，時常在十一人訓練時擔任搗蛋的角色，經過趙金雲被警察抓走的事件之後，開始大大方方出現在眾人面前。
稻森百合子　聲優：田中晶子；林美秀；曾佩儀
主角稻森的母親，因得到絕症而去世。
在信中告訴明日人，他的父親並未去世。
萬作一平　聲優：各務立基；宋昱璁；劉昭文
萬作的父親。
道成之父　聲優：山岸治雄；鍾少庭；蕭徽勇
道成的父親。
海腹之母　聲優：岡田恵；陳筱寧；林丹鳳
海腹的母親。
剛陣正辰　聲優：志村知幸；宋昱璁；馮錦堂
剛陣的父親。
冬海卓　聲優：四宮豪；鈕凱暘；翟耀輝
伊那國中學校長。

### 星章學園
必殺戰術
•危險區域「クライツスゾ一ソ」【第12話】

#### 足球部成員
鬼道有人　聲優：吉野裕行；宋昱璁；張裕東
3年級，背號19號，位置中場（MF）。
別稱「賽場的絕對指導者」（ピッチの絶対指導者）， 以“強化委員”的身份加入星章學園。
發誓要將日本的足球實力帶往世界舞台，從而加入少年足球協會的強化委員會。將灰崎視為以前的自己，致力於使灰崎改變，讓他走出心中的黑暗，並且直言讓灰崎走向光明的關鍵人物就是稻森明日人。
其養父（聲優：稻田徹）為帝國學園的贊助商"鬼道財閥"的社長。
水神矢成龍　聲優：櫻井孝宏；林正騏；袁淑珍
2年級，背號5號，位置後衛（DF）。
星章學園足球部的隊長。
別稱「外冷內熱的隊長」（クールな熱血キャプテン）。
姓名參考自寶瓶座與天龍座。
必殺技（個人）：五角星領域【第6話】
必殺技（合作）：皇帝企鵝2號（鬼道&佐久間）【漫畫版】（灰崎&風丸）【獵戶座】、死亡領域（鬼道&佐久間）【漫畫版】
天野政道　聲優：木村昴；鈕凱暘；李鎮然
2年級，背號1號，位置守門員、後衛（GK/DF）。
別稱「毛蓬蓬的怪力守門員」（クもじゃもじゃパワーキーパー）。
姓名參考自銀河。
必殺技（個人）:毛絨接球【第7話、第12話】、死亡巨坑【第14話】。
古都野富夫　聲優：松浦義之
2年級，背號2號，位置後衛（DF）。
別稱「彗星的防守者」（彗星ブロッカー）。
姓名參考自天琴座。
白鳥紬　聲優：日野佑美；林美秀；胡家豪
2年級，背號3號，位置後衛（DF）。
別稱「星空的守護者」（星空の護り手）。
姓名參考自天鵝座。
八木原克己　聲優：弘松芹香；孫欣瑜；李潤知
2年級，背號4號，位置後衛（DF）
別稱「謙遜的專家」（つつましき仕事人）。
姓名參考自魔羯座。
雙子玉川哲也　聲優：種市桃子；
2年級，背號6號，位置中場（MF）
別稱「小個子的速度之星」（小さなスピードスター）。
姓名參考自雙子座。
魚島鮫治　聲優：高口公介；鍾少庭
2年級，背號7號，位置中場（MF）。
別稱「激進的鯊魚」（アグレッシブシャーク）。
姓名參考自雙魚座。
早乙女聖也　聲優：弘松芹香；蔡雅如；劉惠雲
2年級，背號8號，位置中場（MF）。
別稱「閃耀的角宿一」（スピカのきらめき）。
姓名參考自室女座。
必殺技（個人）：天使閃光【第7話】
佐曽塚瑛士　聲優：鈴村健一；何志威；關令翹
2年級，背號9號，位置中場/前鋒（MF/FW）。
別稱「刺刺頭的中場」（トゲトゲミッドフィルダー）。
姓名參考自天蠍座。
必殺技（合作）：死亡領域（灰崎&折緒）【第1話~第2話、第7話】
折緒冬輝　聲優：布施川一寬；陳筱寧；周倚天
2年級，背號10號，位置中場/前鋒（MF/FW）。
別稱「狩獵者的眼光」（狩人の眼光）。
姓名參考自獵戶座。
必殺技（個人）：巨光譜炮【第6話】
必殺技（合作）：死亡領域「デスゾーン」（灰崎&佐曽塚）【第1話~第2話、第7話】
久遠道也　聲優：東地宏樹；林正騏；李錦綸
星章學園足球部的監督。
卷原英司　聲優：布施川一寛；鈕凱暘；蘇強文
星章學園足球部的教練。
音無春奈　聲優：佐佐木日菜子；；詹健兒
2年級。原雷門中學足球部經理人。
現為強化委員兼星章學園足球部經理人。
鬼道有人的妹妹。

#### 關係者
灰崎光子　聲優：渡邊廣子；；鄭麗麗
主角灰崎的母親。
灰崎之父　聲優：平修；林正騏；麥皓豐
主角灰崎的父親。
宮野茜　聲優：戶松遙；孫欣瑜 ；陳皓宜
灰崎的青梅竹馬。幾年前被月光電子選中參加阿瑞斯天秤育成計畫，因發生了某種錯誤而導致精神崩潰，並對任何事情都毫無反應。根據動畫第26集野坂悠馬所言，宮野茜在他建議下裝出尚未康復的樣子，並協助收集能證明戰神的天秤危險性的證據。於動畫第25集與灰崎凌兵對話。

### 王帝月之宮中學
必殺戰術
•終結座標「グリッドオメガ」【第15話、第25話】
•狂暴壓迫「ロ一グプレス」【第25話】

#### 足球部成員
西蔭政也　聲優：鈴村健一；林正騏；李安邦
2年級，背號1號，位置守門員（GK）。
別稱「冷靜的守護神」（静かなる守護神），時常陪伴在野坂悠馬身邊，能單手輕鬆接下超量企鵝。之前曾是不良少年，人生受野坂悠馬很大的影響，為了能到悠馬在的王帝月之宮開始發憤圖強。
必殺技（個人）：王家之盾【第15話、第25話~第26話】、鍛造之臂【第26話】
一星光
1年級，背號13號，位置中場（MF）。                      詳請參考日本代表-閃電日本。                                   於世界大賽後入隊。  
道場敦教　聲優：弘松芹香
年級，背號2號，位置後衛（DF）。
別稱「完美的數據庫」（完璧なるデータベース）。
香坂蘭人　聲優：佐藤里緒
年級，背號3號，位置後衛（DF）。
櫻庭春樹　聲優：布施川一寛；麥皓豐
年級，背號4號，位置後衛（DF）。
姓名參考自日本作家櫻庭一樹與村上春樹。
花咲泰全　聲優：左座翔丸
年級，背號5號，位置後衛（DF）。
奧野細道　聲優：渡邊廣子；林美秀
年級，背號6號，位置後衛（DF）。
別稱「侘寂的千里眼」（わびさび千里眼）。
姓名參考自日本俳諧師 松尾芭蕉所著之紀行書 「奧之細道」。
谷崎義彌　聲優：藤原夏海；林美秀
年級，背號7號，位置中場（MF）。
別稱「白銀的妖狐」（白銀の妖狐）。
丘野康介　聲優：梶川翔平；鈕凱暘
3年級，背號8號，位置中場（MF）。
別稱「褐色的野獸」（褐色のビースト）。
姓名參考自江戶時代晚期俳諧師岡野湖中，松尾芭蕉的崇拜者。
草加玄　聲優：種市桃子；蔡雅如；鄭麗麗
2年級，背號9號，位置中場（MF）。
葉音一矢　聲優：新祐樹；林正騏；李致林
3年級，背號11號，位置前鋒（FW）。
別稱「殺手之矢」（キラーアロー）。
竹見幸助　聲優：井上雄貴；鍾見麟
背號21號，位置中場（MF）。
別稱「阿瑞斯的逃亡者」。
於獵戶座，足球社修護完畢後歸隊。
嵐新次郎　聲優：大泊貴揮；何志威；張錦江
王帝月之宮中學足球部的監督。

#### 關係者
御堂院宗忠　聲優：中村悠一；宋昱璁；陳欣
王帝月之宮贊助商月光電子社長，最初登場於前傳Reloaded雷門vs巴薩隆那寶珠的觀眾席上，是主導電腦軟體NAR2000『阿瑞斯天秤育成計劃』的負責人，到監獄裡招募影山當『阿瑞斯天秤育成計劃』實驗員。
對影山心中的黑暗深感興趣。
御堂院的秘書　聲優：種市桃子；蔡雅如；吳羨婷
御堂院的秘書,最初登場於前傳Reloaded雷門vs巴薩隆那寶珠的觀眾席上。

### 明日之星足球大賽

#### 關東A組地區預賽

##### 美濃道三中學

###### 足球部成員
壁山塀吾郎　聲優：田野惠；孫欣瑜；李錦綸
2年級，背號15號，位置後衛（DF）。
別稱「善良的巨人」（心優しき巨人）以“強化委員”的身份加入美濃道三中學。
因左腳受傷休養，對上雷門的比賽沒有上場。
岩垣登郎　聲優：中村和正；何志威；麥皓豐
背號10號，位置中場（MF）。
美濃道三中學足球部的隊長。
城西健人
背號1號，位置守門員（GK）。
前野大豐　聲優：平修；林正騏
背號2號，位置後衛（DF）。
OverRide:連鎖大岩壁（盛上&萬里&平田）【第4話】
平田泰造　聲優：綿貫龍之介；鈕凱暘
背號3號，位置後衛（DF）。
OverRide:連鎖大岩壁（前野&盛上&万里）【第4話】
盛上 モコ　聲優：佐藤節二；宋昱璁
背號4號，位置後衛（DF）。
別稱「堅守的防禦者」（もっこりディフェンス）。
必殺技（個人）：隆起山丘的摩艾【第4話】
OverRide:連鎖大岩壁（萬里&前野&平田）【第4話】
萬里長嶺　聲優：拝真之介；林正騏
背號5號，位置後衛（DF）。
必殺技（個人）：弗蘭肯守衛泰恩【第4話】
OverRide:連鎖大岩壁（盛上&前野&平田）【第4話】
武六積夫
背號6號，位置中場（MF）。
盾野達夫
背號7號，位置中場（MF）。
鐵豪士小五郎　聲優：布施川一寛；鈕凱暘；李致林
背號8號，位置中場（MF）。
宇鄉猿吉　聲優：孫欣瑜；鍾見麟
背號9號，位置前鋒（FW）。
石壁 ヤモリ　聲優：弘松芹香；林美秀；魏惠娥
背號11號，位置前鋒（FW）。
齊藤岩石　聲優：齊藤志郎；何志威；張錦江
美濃道三中學足球部的監督。
細井長夫　聲優：烏丸祐一；林正騏；馮錦堂
瘦小男子，在比賽中只會在旁邊附和齊藤說過的話。

##### 木戶川清修中學

###### 足球部成員
豪炎寺修也　聲優：野島裕史；宋昱璁；曹啟謙
3年級，背號17號，位置前鋒（FW）。
別稱「火焰的王牌前鋒」（伝説のエースストライカー），以“強化委員”的身份加入木戶川清修中學。
特徴是淡白色的髮色。
以「強化委員」的身份重新加入木戶川清修。
必殺技（個人）：烈焰龍捲風「ファイアトルネード」【第5話~第6話】
OverRide:爆炎風暴（武方勝&武方友&武方努）【第6話】
武方勝　聲優：古島清孝；林美秀；李致林
3年級，背號9號，位置前鋒（FW）。
木戶川清修中學足球部的隊長。
別稱「絆的司令塔」（絆の司令塔）。
特徴是戴著墨鏡，有著紫色頭髮。
必殺技（個人）：逆向龍捲風「バックトルネード」【第7話】
必殺技（合作）：死亡三角洲Z「トライアングルZ」（武方友&武方努）【第5話~第6話】
OverRide:爆炎風暴（豪炎寺&武方友&武方努）【第6話】
武方友　聲優：中村悠一；陳筱寧；陳卓智
3年級，背號10號，位置前鋒（FW）。
特徴是有著粉紅色頭髮。
必殺技（個人）：逆向龍捲風「バックトルネード」【第7話】
必殺技（合作）：死亡三角洲Z「トライアングルZ」（武方勝&武方努）【第5話~第6話】
OverRide:爆炎風暴（豪炎寺&武方勝&武方努）【第6話】
武方努　聲優：四宮豪；孫欣瑜；梁偉德
3年級，背號11號，位置前鋒（FW）。
特徴是有著綠色頭髮和龐克頭髮型。
必殺技（個人）：逆向龍捲風「バックトルネード」【第7話】
必殺技（合作）：死亡三角洲Z「トライアングルZ」（武方勝&武方友）【第5話~第6話】
OverRide:爆炎風暴（豪炎寺&武方勝&武方友）【第6話】
大御所館　聲優：拝真之介
1年級，背號1號，位置守門員（GK）。
西垣守　聲優：陶山章央；蔡雅如；劉惠雲
3年級，背號2號，位置後衛（DF）。
必殺技（個人）：螺旋剪刀腳【第6話】
女川映日
2年級，背號3號，位置後衛（DF）。
特徴是臉上像是化了妝般的白、頭髮是紫色。
光宗團　聲優：松浦義之；劉奕希
3年級，背號4號，位置後衛（DF）。
特徴是體格巨大且有著一雙睡眼。
黑部立樹　聲優：杉村憲司；鈕凱暘；鄧志堅
3年級，背號5號，位置後衛（DF）。
特徴是有著巨大的嘴唇。
跳山段　聲優：佐藤里緒；謝潔貞
3年級，背號6號，位置中場（MF）。
特徴是體格小且有著從頭部留長髮到左邊的奇怪髮型。
屋形直人
2年級，背號7號，位置中場（MF）。
茂木沙樹都　聲優：林美秀；黃玉娟
3年級，背號8號，位置中場（MF）。
特徴是有著茶色的刺蝟髮型。
水戶安登未　聲優：うえだ星子；蔡雅如；凌晞
1年級，背號23號，位置中場（MF）。
別稱「有體育精神的小男孩」（フェアプレイボーイ）。
星乃圓　聲優：稻川英里；；黃昕瑜
1年級，背號24號，位置後衛（DF）。
別稱「射擊之星」（シューティングスター）。
二階堂修吾　聲優：福田賢二；鈕凱暘；劉昭文
木戶川清修足球部的監督。

##### 御影專農職校附屬中學

###### 足球部成員
下鶴改　聲優：悠渚佳代；陳筱寧；劉惠雲
3年級，背號11號，位置前鋒（FW）。
御影專農足球部的隊長。
別稱「數據的戰鬥指揮官」（データの闘将）。
必殺技（個人）：飛彈射門【第8話】
小間直　聲優：保住有哉；鍾少庭；胡家豪
1年級，背號1號，位置守門員（GK）。
必殺技（個人）：次元口袋
弘山誘
2年級，背號2號，位置後衛（DF）。
花岡強　聲優：弘松芹香；林美秀；鄭麗麗
3年級，背號3號，位置後衛（DF）。
特徴是左臉頰上有OK繃，頭上則是包著繃帶。
室伏恐　聲優：綿貫竜之介；宋昱璁
2年級，背號4號，位置後衛（DF）。
特徴是體型巨大、時常充滿恐怖的表情。
稻田則
3年級，背號5號，位置後衛（DF）。
特徴是體型肥胖、眼睛周圍畫上黑色眼線。
瀬川電
1年級，背號6號，位置中場（MF）。
藤丸啟
3年級，背號7號，位置中場（MF）。
特徴是紫色頭髮、沒有眉毛。
江波滿
1年級，背號8號，位置中場（MF）。
山岸迫　聲優：城雅子；；梁偉德
3年級，背號9號，位置前鋒（FW）。
特徴是白髮、且留有一撇波浪式的髮尾在前額。
大部信
2年級，背號10號，位置中場（MF）。
特徴是戴著紅框眼鏡。
我野革命　聲優：江川央生；鈕凱暘；葉振聲
御影專農職校附屬中學足球部的監督。

##### 帝國學園
必殺戰術
•帝國戰術圓陣發動「イソぺリアルサイクル                 発動」【第9話】

###### 足球部成員
風丸一郎太　聲優：西墻由香；；關令翹
3年級，背號12號，位置後衛（DF）。
別稱「蒼藍的疾風」（蒼き疾風）， 以“強化委員”的身份加入帝國學園。
為了將日本足球帶向世界舞台以及使帝國更加強大而決定向以前的敵人影山妥協。
必殺技（個人）：疾風衝刺【第9話】
不動明王　聲優：梶裕貴；鈕凱暘 ；李致林
3年級，背號19號，位置中場（MF）。
別稱「孤高的叛逆兒」（孤高の反逆児）。
轉學生，代替離開的鬼道成為帝國的指揮官。
必殺技（合作）：皇帝企鵝二號（佐久間&寺門）【第9話】、雙重噴射「ツインブースト」（佐久間）【第9話】
佐久間次郎　聲優：田野惠；林美秀；雷碧娜
3年級，背號11號，位置前鋒（FW）。
帝國學園足球部的隊長。
別稱「帝國的槍手」（帝国の銃士）。
必殺技（合作）：皇帝企鵝二號（寺門&不動）【第9話】、雙重噴射「ツインブースト」（不動）【第9話】
源田幸次郎　聲優：中村悠一；宋昱璁；黃啟昌
3年級，背號1號，位置守門員（GK）。
別稱「守門員之王」（キング・オブ・ゴールキーパー）。
必殺技（個人）：超野獸魔牙【第10話】
濕川陰　聲優：下和田裕貴；蔡雅如 ；胡家豪
1年級，背號18號，位置守門員（GK）。
別稱「自稱帝國的守護神」（自称帝国の守護神）。
鬼道財團旗下，帝國贊助商鬼道重工董事的兒子，完全的足球外行，看到球射過來會嚇到捲縮在地上，但被影山找來的原因不是因為他是贊助商董事的兒子，是因為影山的計劃需要一個完全不會足球的廢柴，站在球門前當作擺飾。
大野傳助　聲優：佐佐木誠二；鈕凱暘；李錦綸
3年級，背號2號，位置後衛（DF）。
萬丈一道　聲優：加瀨康之；何志威；麥皓豐
3年級，背號3號，位置後衛（DF）。
成神健也　聲優：城雅子；孫欣瑜；曹啟謙
2年級，背號4號，位置後衛（DF）。
五條勝
3年級，背號5號，位置後衛（DF）。
邊見渡　聲優：金野潤；陳筱寧；陳灝瑋
3年級，背號6號，位置中場（MF）。
咲山修二　聲優：小平有希；孫欣瑜；鍾見麟
3年級，背號7號，位置中場（MF）。
洞面秀一郎　聲優：西墻由香；；蔡惠萍
2年級，背號8號，位置後衛（DF）。
寺門大貴　聲優：四宮豪；鍾少庭；馮錦堂
3年級，背號9號，位置前鋒（FW）。
必殺技（個人）：百烈踢【第9話】、制裁過人【第10話】
必殺技（合作）：皇帝企鵝二號（佐久間&不動）【第9話】
影山零治　聲優：佐佐木誠二；鍾少庭；潘文柏
帝國學園足球部的監督。
以自稱新監督的方式再度出現在帝國中學足球隊，原本雷門與世宇子戰後被抓進牢裡，但自願成為政府研究的'阿瑞斯天秤'構成計劃的實驗員，而得以延緩緩刑期。
安西勝　聲優：阪口候一；何志威；葉振聲
帝國學園足球部的教練。

#### 全國大賽

##### 世宇子中學

###### 足球部成員
亞風爐照美　聲優：三瓶由布子；陳筱寧；劉奕希
3年級，背號10號，位置中場（MF）。
世宇子中學足球部的隊長。
別稱「天空的支配者」（天空の支配者）。
姓名參考自阿芙蘿黛蒂（Aphrodite）。
必殺技（個人）：神諭·衝擊【第15話】
經流背有珠　聲優：西谷亮；孫欣瑜；凌晞
1年級，背號11號，位置前鋒（FW）。
別稱「新世代的貴公子」（新世代の貴公子）。
姓名參考自珀耳修斯（Perseus）。
必殺技（個人）：天空之刃【第15話】
步星呑二　聲優：四宮豪；宋昱璁
1年級，背號1號，位置守門員（GK）。
步星吞一的弟弟。
姓名參考自波塞頓（Poseidon）。
阿保露光　聲優：佐佐木日菜子；蔡雅如；李致林
3年級，背號2號，位置後衛（DF）。
姓名參考自阿波羅（Apollo）。
派手野哲　聲優：弘松芹香；；鍾見麟
1年級，背號3號，位置後衛（DF）。
姓名參考自黑帝斯（Pluto）。
荒須亂　聲優：山本匠馬
3年級，背號4號，位置後衛（DF）。
姓名參考自阿瑞斯（Ares）。
手魚激　聲優：中村悠一
3年級，背號5號，位置後衛（DF）。
姓名參考自戴歐尼修斯（Dionysos）。
在手實弓　聲優：倖月美和
3年級，背號6號，位置中場（MF）。
姓名參考自阿耳忒彌斯（Artemis）。
經目須商　聲優：奈良徹
3年級，背號7號，位置中場（MF）。
姓名參考自荷米斯（Hermes）。
明天名智　聲優：下野紘
2年級，背號8號，位置中場（MF）。
姓名參考自雅典娜（Athena）。
出右手豊　聲優：日野未步；林正騏；陳琴雲
3年級，背號9號，位置前鋒（FW）。
姓名參考自狄蜜特（Demeter）。
松坂 喜代　聲優：杉山佳壽子；孫欣瑜；蔡惠萍
世宇子中學足球部的監督。

##### 白戀中學

###### 足球部成員
染岡龍吾　聲優：加瀨康之；何志威；鄧志堅
3年級，背號19號，位置前鋒（FW）。
別稱「激情的龍之前鋒」（情熱のドラゴンストライカー）。
以「強化委員」的身份加入白戀中學。
吹雪士郎　聲優：宮野真守；宋昱璁；陸惠玲
3年級，背號9號，位置前鋒（FW）。
白戀中學足球部的隊長。
別稱「雪原的王子」（雪原のプリンス）。
與其雙胞胎弟弟敦也原本說好的最強後衛與前鋒組合，在另一個時空中（前作）因雙胞胎弟弟雪崩遇難而未能實現。在這個時空（本作）沒有發生雪崩事故，弟弟敦也並未過世，也不是雙胞胎，兩人則變成了最強的雙人前鋒組合。
必殺技（個人）：永恆暴風雪【遊戲版】
必殺技（合作）：真白雙重衝擊（敦也）【第16話】
OverRide:三重暴風雪（敦也&白兔屋）【第17話】
吹雪敦也　聲優：宮野真守；鈕凱暘；陸惠玲
2年級，背號10號，位置前鋒（FW）。
別稱「熊之殺手敦也」（熊殺しのアツヤ）。
在這個時空（本作）平行世界中，敦也並未雪崩遇難，也比另一個時空中（前作）平行世界小一歲。
必殺技（個人）：永恆暴風雪【遊戲版】、必殺．熊之殺手斬【第16話、第17話】、必殺．熊之殺手縛【第16話】
必殺技（合作）：真白雙重衝擊「}」（士郎）【第16話】
OverRide:三重暴風雪（士郎&白兔屋）【第17話】
白兔屋苗　聲優：水瀨祈；林美秀；何璐怡
1年級，背號17號，位置前鋒（FW），女性。
別稱「白戀的鉑金雪」（白恋のプラチナスノー）。
白戀中學贊助商「白兔本舖」的千金，原為田徑社的社員。
必殺技（個人）：白兔衝刺射門【第17話】
OverRide:三重暴風雪（敦也&士郎）【第17話】
函田鐵　聲優：麻生智久；何志威
3年級，背號1號，位置守門員（GK）。
真都部珠香
3年級，背號2號，位置後衛（DF），女性。
押矢萬部　聲優：梶裕貴
2年級，背號3號，位置後衛（DF）。
目深宗司　聲優：加瀨康之
3年級，背號4號，位置後衛（DF）。
雪野星也　聲優：金野潤
2年級，背號5號，位置後衛（DF）。
荒谷紺子　聲優：後藤沙緒里；林元春
3年級，背號6號，位置中場（MF），女性。
頭上帶著斗笠。
居屋真降　聲優：日野未步；葉曉欣
3年級，背號7號，位置中場（MF）。
空野禮文　聲優：小林沙苗
3年級，背號8號，位置中場（MF）。
喜多海流　聲優：佐佐木日菜子
3年級，背號11號，位置前鋒（FW）。
冰上烈斗　聲優：古島清孝
3年級，背號12號，位置前鋒（FW）。
頭上總是有一堆雪，帶著目鏡。
白兔屋甘兵衛　聲優：古島清孝；林正騏；張炳強
白兔本舖社長，白戀中學足球部的監督。

##### 永世學園

###### 足球部成員
基山辰也　聲優：水島大宙 / 半場友恵（童年）；林正騏 / 蔡雅如（童年）；雷碧娜
2年級，背號10號，位置前锋/中場（FW/MF）。
永世學園足球部的隊長。
別稱「永世的貴公子」（永世の貴公子）。
在另一時空（前作）是外星學園創世紀隊長，與日本代表閃電日本隊成員。因吉良星二郎親兒子留學時遇害，於是收養了基山作為養子並命名為基山浩人。在這個時空（本作）沒有發生留學時遇害的事件，吉良家孩子並未過世，故未成為吉良家養子，因此從前作的名字基山浩人（ヒロト）使用原名基山辰也（タツヤ）。
該作為陽光育幼院最強球員，並獲得陽光育幼院所有成員的認同。
小時候誤打誤撞闖入吉良大宅認識了吉良浩人，認同吉良浩人的技術，提出「二人一起參加FF賽，一起取得日本第一」。在FF大賽一直等待吉良浩人回歸隊伍，即使受了傷也堅決要與吉良浩人一起踢足球，并讓吉良浩人明白了真正的「足球」。
必殺技（個人）：流星之刃【第18話、第20話】
必殺技（合作）：宇宙衝擊波（吉良）【第20話】
吉良浩人　聲優：增田俊樹 / 白石涼子（童年）；鍾少庭 / 林美秀（童年）；陳灝瑋/劉惠雲（童年）
2年級，背號11號，位置前锋（FW）。
別稱「神之射手」（ゴッドストライカー）。
吉良星二郎的親生兒子。該作的平行世界中並未發生留學時遇害的事件。外貌、年齡（新作年齡較前作年齡小）設定與前作不同。
地區預賽得分王。
父親吉良星二郎工作繁忙，甚少理睬吉良浩人，故吉良浩人從小孤獨寂寞，每天在家裡踢球發洩，因此練得高超足球技術，以及厲害的動態視力。
小時候認識了誤打誤撞闖入吉良大宅的基山辰也，孤獨的吉良浩人終於找到玩伴，卻在某一天發現基山辰也深得父親的寵愛而產生妒忌之情，此後便沒有再與基山一起玩足球。但對於基山曾經提出的「二人一起參加FF賽，一起取得日本第一」，其實一直銘記於心，并同樣希望能與基山一起踢足球。最後被基山辰也感悟，領悟到真正的「足球」，開始懂得傳球予他人，并希望與永世的大家一起取得日本第一。
必殺技（個人）：大爆炸（The Explosion）【第19話~第20話】、之字強襲【第19話】
必殺技（合作）：宇宙衝擊波（基山）【第20話】
南雲晴矢　聲優：古島清孝；何志威；鍾見麟
3年級，背號8號，位置前鋒（FW）。
別稱「獄火的前鋒」（獄炎のストライカー）。
在另一時空（前作）:是外星學園太陽火焰/混沌紀元隊長，與韓國代表火焰神龍隊外援，在對戰雷門時因為與岩戶碰撞而傷出，由吉良浩人入替，在外星學園與涼野風介是死對頭。
涼野風介　聲優：瀧本富士子；孫欣瑜；蔡惠萍
3年級，背號9號，位置前鋒（FW）。
別稱「暴雪的射手」（ブリザードシューター）。
在另一時空（前作）:是外星學園鑽石冰晶隊長/混沌紀元隊員，與韓國代表隊火焰神龍隊外援。在外星學園與南雲晴矢是死對頭。
綠川龍二　聲優：小平有希；林美秀；袁淑珍
3年級，背號4號，位置中場（MF）。
別稱「天文的運球者」（アストロドリブラー）。
在另一時空（前作）是外星學園雙子星風暴隊長，與日本代表閃電日本隊成員。
必殺技（個人）：天體爆裂射門【第18話~第19話】
八神玲名　聲優：日野未步；蔡雅如；梁少霞
背號6號，位置中場（MF），女性。
別稱「美麗的藍色月亮」（麗しきブルームーン）。
在另一時空（前作）是外星學園創世紀副隊長，在比賽中因腳傷而被瀨方入替。
砂木沼治　聲優：疋田高志；鈕凱暘；劉奕希
3年級，背號1號，位置守門員（GK）。
別稱「熱血的逆境守護者」（熱き逆境キーパー）。
在另一時空（前作）是外星學園極限零度隊長及新日本隊隊長。
有著挑釁對手的性格。
必殺技（個人）：蟲洞【第18話~第19話】、鑽頭毀滅者【第19話~第20話】
蟹目出郎　聲優：中村悠一
背號2號，位置後衛（DF）。
在另一時空（前作）是外星學園雙子星風暴隊員。
倉掛可拉拉　聲優：高垣彩陽
背號3號，位置後衛（DF），女性。
在另一時空（前作）是外星學園鑽石冰晶/混沌紀元隊員。
本場激　聲優：平井善之
背號5號，位置中場/後衛（MF/DF）。
在另一時空（前作）是外星學園太陽火焰/混沌紀元隊員。
熱波夏彥　聲優：柳原哲也
背號7號，位置前鋒/中場（FW/MF）。
在另一時空（前作）是外星學園太陽火焰/混沌紀元隊員。
武藤論　聲優：金野潤
背號12號，位置中場（MF）。
在另一時空（前作）是外星學園極限零度隊員。
瀨方隆一郎　聲優：中村悠一；胡家豪
背號13號，位置前鋒（FW）。
在另一時空（前作）是外星學園極限零度及新生日本隊員。
薔薇園華　聲優：加藤奈奈繪
背號14號，位置後衛（DF），女性。
在另一時空（前作）是外星學園太陽火焰隊員。
吉良瞳子　聲優：北西純子；；曾秀清
永世學園的監督，在另一時空（前作）是閃電大篷車與新日本隊的監督。
吉良家長女，為陽光孤兒院的孩子與弟弟吉良浩人向吉良星二郎提出成立永世學園足球部。

###### 關係者
吉良星二郎　聲優：寶龜克壽；何志威；李錦綸
吉良財團董事長。
創立陽光育幼院。
在另一時空（前作）是外星學園事件的主謀。

##### 利根川東泉

###### 足球部成員
圓堂 守　聲優：竹內順子；陳筱寧；伍秀霞
3年級，背號1號，位置守門員（GK）。
利根川東泉足球部的隊長暨強化委員。別稱「傳說的守門員」（伝説のゴールキーパー）。
建立利根川東泉足球部的人物。雷門與世宇子之戰，出現在觀眾席上面觀戰。
必殺技（個人）：魔神的右手【第22話~第23話】、風神雷神【第23話】
坂野上昇　聲優：澤城美雪 → 高橋李依；林美秀；黃昕瑜
1年級，背號2號，位置後衛（DF）。
別稱「奇蹟的自由人」（ミラクルリベロ）。
金城光成　聲優：高橋雛子；李潤知
背號3號，位置中場（MF）。
簑島俊哉　聲優：西谷亮；何志威；曹啟謙
背號4號，位置後衛（DF）。
橋屋耕作　聲優：佐藤節二
背號5號，位置後衛（DF）。
六豹条　聲優：弘松芹香；林美秀；張頌欣
背號6號，位置中場（MF）。
別稱「究極的無面者」（究極のポーカーフェイス）。
玄場幸治　聲優：北田理道；鈕凱暘；張錦江
背號7號，位置中場（MF）。
段哲夫　聲優：杉村憲司；鍾少庭；李鎮然
背號8號，位置後衛（DF）。
田植郁人　聲優：內藤有海；孫欣瑜；林元春
背號9號，位置中場（MF）。
下町駆　聲優：保住有哉；林正騏；李致林
背號10號，位置前鋒（FW）。
別稱「擁有優秀體能的江戶男孩」（江戸っ子ゴールゲッター）。
必殺技（合作）：天龍（要）【第22話~第23話】。
要瑞穂　聲優：近藤唯；；沈小蘭
背號11號，位置前鋒（FW）。
別稱「利根川的要石」（利根川の要石）。
必殺技（合作）：天龍（下町）【第22話~第23話】。
狸之原蓬子　聲優：小清水亞美；；葉曉欣
背號18號，位置中場（MF），隊伍唯一的女選手。
別稱「神秘的狸貓女孩」（謎のぽんぽこガール）。
狸貓似的外觀為其特徵。
木野 秋　聲優：折笠富美子；蔡雅如；陳皓宜
利根川東泉足球部的經理人。
響木正剛　聲優：金尾哲夫；未知；葉振聲
利根川東泉足球部的監督。

## 其他人
角馬王將　聲優：稻田徹；宋昱璁 ；陳永信
明日之星大賽實況播報員。
角馬金將　聲優：伊藤健太郎；鈕凱暘；麥皓豐
明日之星大賽全國大賽實況播報員，角馬王將的兒子。
轟伝次郎　聲優：三宅健太；何志威；葉振聲
少年足球協會理事長。
袴田　聲優：金尾哲夫；何志威
鬼道家的廚師。
豪炎寺夕香　聲優：城雅子
豪炎寺修也的妹妹。
滝田あつし　聲優：岩田光央
髮型師。

## 外部連結
- 「閃電十一人 阿瑞斯的天秤」官方網站 （页面存档备份，存于）（日語）
- 閃電十一人 阿瑞斯的天秤 周邊官網 （页面存档备份，存于）（日語）
- 「閃電十一人」系列官方的X（前Twitter）（日語）